# 大炊御門麗子
大炊御門麗子（おおいのみかど れいし、藤原麗子（ふじわら の れいし）、中宮麗子、1185年（元曆2年／文治元年）—1243年11月1日（寬元元年九月十八）），鎌倉時代土御門天皇中宮。女院号陰明門院（おんめいもんいん）。
其父太政大臣大炊御門賴實，生母左京大夫藤原定隆之女藤原隆子。元久二年（1205年），敘從三位，為女御。七月，立為中宮。承元四年（1210年），進號陰明門院。承久三年（1221年），出家為尼，法号清浄妙。寬元元年（1243年）九月，駕崩，年五十九歲。